# Speonomus rudauxi
Speonomus rudauxi es una especie de escarabajo del género Speonomus, familia Leiodidae. Fue descrita por René Gabriel Jeannel en 1909. Se encuentra en Francia.